# David Mamet
David Alan Mamet, född 30 november 1947 i Chicago, Illinois, är en amerikansk regissör, manus- och pjäsförfattare och skribent.
David Mamet är en mycket respekterad författare som har vunnit Pulitzer Prize och nominerats till både Tony Award och Oscar.
Han mest kända filmmanus är Postmannen ringer alltid två gånger/The Postman Always Rings Twice (1981), Domslutet/ The Verdict 1982, De omutbara/The Untouchables 1987, Hannibal (2001) samt Wag the Dog (1997) som han skrev tillsammans med Hilary Henkin.    
1987 regisserade han sin första film, En bricka i spelet, och har sedan regisserat komedien State and Main (2000), kriminalfilmen Heist - sista stöten (2001), Kung-Fu-filmen Redbelt (2008) med flera.
David Mamet har skrivit omkring trettio teaterpjäser. Flera av dessa har satts upp i Sverige, bland annat Oleanna (Borås Stadsteater 1999), Boston Marriage (Dramaten 2002) och Glengarry Glen Ross (Stockholms Stadsteater 2008).
Mamet var tidigare gift med skådespelaren Lindsay Crouse med vilken han har dottern Zosia Mamet, även hon skådespelare.

## Böcker i svensk översättning
- Sant och falskt: kätteri och sunt förnuft för skådespelaren, översättning: Gerhard Hoberstorfer, Hedemora Gidlund, 2010. (True and false: heresy and commom sense for the actor, 1998.) ISBN 978-91-7844-796-1

## Filmografi (urval)
- 1981 – Postmannen ringer alltid två gånger (manus)
- 1982 – Domslutet (manus)
- 1987 – De omutbara (manus)
- 1987 – En bricka i spelet (manus och regi)
- 1997 – På gränsen (manus)
- 1997 – Wag the Dog (manus)
- 2000 – State and Main (manus och regi)
- 2001 – Hannibal (manus)
- 2001 – Heist - sista stöten (manus och regi)
- 2004 – Spartan (manus och regi)
- 2008 – Redbelt (manus och regi)
- 2011 - Simpsons, avsnitt Homer the Father (gäströst i TV-serie)
- 2013 – Härom natten (manus och regi)